# HK P2000 SK半自動手槍
HK P2000 SK（SK，意為：非常緊湊型）是一款在2001年年底德国槍械製造商黑克勒&科赫所研製和生產的半自動手槍，是HK P2000的袖珍型（英語：Sub-compact）版本，並且主要用於執法機關、準軍事和民用市場，發射9×19毫米、.40 S&W和.357 SIG這三種口徑的手枪子彈。
它是以使用在緊湊型USP手枪的各種技術為基礎而研製的。P2000 SK亦有採用了獨特的改進設計，更為符合人體工程學的特點；它所具有的特徵是，減少了操作時所造成的壓力，並且同時增加使用者操作和射擊的時侯的舒適度。

## 設計細節
與P2000一樣，P2000 SK是一把短後座行程作用操作、閉膛待擊和外置式擊錘擊發的半自動手枪。但P2000 SK相對於P2000而言小巧得多，而且仍然具備了P2000的一切設計優點和可使用其彈匣供彈。為了使射擊時比較穩定，P2000 SK亦在握把上有手指凹槽。該槍適合便衣探員和特工所使用。
在美国出售的版本可以使用所有USP和P2000的各種彈匣，包括容量較大的彈匣。但使用彈容量較大的彈匣，會破壞該槍原來緊湊的尺寸，因為這些更長的彈匣會使底部向下伸出了大約一半的長度。容量較低的10發彈匣的大小與USP緊湊型的大容量彈匣相若。
P2000 SK亦有9×19毫米、.40 S&W和.357 SIG三種的口徑，亦可以發射特殊的9×19毫米和.40 S&W的高膛壓彈藥（+P ammunition）。但是黑克勒&科赫的P系列官方手冊亦明確規定，黑克勒&科赫不建議使用者在P系列手槍上使用+P和+P+這些高膛壓彈藥。修訂後的手冊（2014年）卻把這一建議刪除了，改稱P系列手槍是專為黃銅彈殼、原廠裝填的北約或SAAMI規格的彈藥而設計的。但是修訂後的手冊仍繼續警告不要使用鋼或鋁製彈殼的彈藥。

## 資料來源

## 外部連結
- （英文）—H&K官方網頁—P2000 SK（页面存档备份，存于）
- （英文）—H&K美國官方網頁（軍方）—P2000 SK
- （英文）—H&K美國官方網頁（民用）—P2000 SK
- （英文）—HKPRO—P2000 SK[永久]
- （英文）—Modern Firearms—Heckler und Koch P2000（页面存档备份，存于）
- （英文）—Weapon.ge—Heckler & Koch P2000 SK（页面存档备份，存于）
- （英文）或（德文）—Heckler & Koch Jagd- und Sportwaffen（页面存档备份，存于）
- （英文）—P-series user manual
- （英文）—Tactical-Life.com—HK P2000 SK .40 S&W（页面存档备份，存于）
- （英文）—2008 Heckler & Koch Military and LE brochure（页面存档备份，存于）
- （英文）—Gunblast.com—Heckler & Koch P2000 SK 9mm Auto Pistol（页面存档备份，存于）
- （简体中文）—D Boy Gun World（槍炮世界）—P2000 SK紧凑型手枪（页面存档备份，存于）